# Hidlefjorden
Hidlefjorden er en fjordarm af Boknafjorden i kommunerne Rennesøy, Stavanger og Strand i Rogaland fylke i Norge. Den strækker sig 13 kilometer fra Askjesundet ved Sokn i vest til Tau i øst. Fjorden er opkaldt efter øen Hidle som ligger på sydsiden. Syd for Hidle ligger Horgefjorden og sydvest for Hidle ligger indløbet til Idsefjorden.
Ud over  Sokn i vest ligger Mosterøy og selve Rennesøy på nordsiden af fjorden. Mellem disse øer strækker Mastrafjorden sig fra Boknafjorden mod  sydøst til Hidlefjorden. Brimse ligger øst for Rennesøy og nord for denne ø ligger Brimsefjorden. Øst for Brimse møder disse to fjorde Fognafjorden, som fortsætter mod nordøst. På sydsiden af Hidlefjorden, vest for Hidle, ligger Åmøy og syd for Åmøy ligger Åmøyfjorden, lige nord for Stavanger. Fra Stavanger går der færge til Tau som krydser de sydøstlige dele av Hidlefjorden.